# Teoria do Estado integral
A Teoria do Estado Integral, criada por Plínio Salgado, baseia-se na Concepção Integral do Homem, componente da sociedade.
Segundo Plínio Salgado, algumas teorias consideram o Homem apenas no seu caráter cívico, ou seja, um indivíduo com direitos e deveres segundo uma organização jurídica (Homem-Político) e outras consideram o Homem apenas no seu caráter econômico ou material, ou seja, um indivíduo que se veste, se alimenta e se reproduz (Homem-Econômico). Com o Integralismo ele propõe considerar o Homem em um tríplice aspecto, segundo suas aspirações espirituais (Homem-Espiritual), das suas necessidades materiais (Homem-Econômico) e de suas condições temporais de cultura e relações sociais (Homem-Político).
O Papa Pio XII, que, ainda como Cardeal Secretário de Estado Eugenio Pacelli, havia feito grandes elogios ao Integralismo e ao Estado Integral em 1938, defendeu, em 1942, a concepção do Homem Integral posteriormente defendida também pelos papas Paulo VI e João Paulo II.
Desta forma, a teoria propõe equilibrar as diferenças entre o indivíduo e a sociedade da qual ele é parte. Um exemplo que pode ser utilizado para caracterizar esse equilíbrio é o fato de que, numa sociedade, no aspecto político, um indivíduo com altos cargos de autoridade na estrutura do Estado pode ser considerado "superior" a um cidadão comum. No aspecto econômico ambos tem necessidades semelhantes no que diz respeito a sua sobrevivência. No aspecto espiritual existe a possibilidade de que o cidadão possa ser considerado "superior" ao indivíduo que ocupa altos cargos de autoridade, analisando-se nesse caso, as atitudes morais dos envolvidos na análise.

## Inspiração cristã
Denominado “Estado Orgânico Integral Cristão” por Alcebíades Delamare, é o Estado que, nas palavras do referido Plínio Salgado, “vem de Jesus Cristo, inspira-se em Cristo, age por Cristo e vai para Cristo”, obedecendo aos preceitos da lei divina referida por Santo Tomás de Aquino, assim como aos preceitos da Lei Natural, também denominada lei moral.
Estado Integral é inspirado no Cristianismo, no Tomismo e nas realidades nacionais brasileiras e tendo por alicerces a dignidade da Pessoa Humana e os Grupos Sociais Naturais e por lema a tríade “Deus, pátria e família” e movido por um ideal ético.
Em matéria de economia, o Estado Integral, inspirado nas lições do Evangelho e da Doutrina Social da Igreja, defende o Distributismo e, fundado, como escreveu Gustavo Barroso, “na fórmula de Santo Tomás de Aquino – de que o homem não foi feito para a economia, mas a economia foi feita para o homem”, pretende construir uma ordem social essencialmente cristã. Repelindo, pois, “no campo económico, a usura, a especulação e a escravização do homem pelo homem”. Propõe um Estado forte, sobretudo moralmente, de acordo com o princípio da subsidiariedade, a propriedade privada e a iniciativa particular, dentro de seus justos limites, uma vez que o direito natural de propriedade não pode e não deve ser exercido de modo injusto, em detrimento do Bem Comum. Noutras palavras, ao direito de propriedade correspondem deveres, que o Estado Integral regulará, visando a Justiça Social.

## A Câmara Orgânica
A estrutura política do Estado Integral, proposta por Plínio Salgado, se baseia na organização sindical. Eleições diretas, ocorridas dentro das classes profissionais, representadas pelos sindicatos de classe, elegem os membros da chamada Câmara Orgânica, que reúne representantes das classes profissionais de uma nação, em proporções iguais e tem os mesmos direitos legislativos das casas convencionais, o Senado e a Câmara dos Deputados.

## Oposição
O Estado Integral, isto é, o Estado Corporativo Cristão, assume-se como antitotalitário, antiliberal, e anti-individualista. Combaterá assim os dois grandes inimigos do direito natural da Pessoa Humana, a saber, o capitalismo e o comunismo. Pois estes dois sistemas económicos, além de atentarem contra o direito de propriedade, o último abertamente e o primeiro sub-repiticiamente, sobretudo por meio da ação dos trustes, cartéis, monopólios e oligopólios, são essencialmente materialistas, colocando os bens terrenos acima do Homem e vendo a riqueza material como um fim em si e não como um meio, um instrumento do Ente Humano, trocando, assim, a busca do Sumo Bem, que é Deus, por aquela da “suma riqueza”.
O Estado Integral defende, pois, em oposição, o direito de propriedade, cuja difusão promove.